# Велика Уголька (річка)
Велика У́голька — річка в Українських Карпатах, у межах Тячівського району Закарпатської області. Ліва притока Тереблі (басейн Тиси).

## Опис
Довжина річки 27 км, площа басейну 159 км². Долина V-подібна, завширшки 20—70 м, подекуди до 100–200 м. Річище слабозвивисте, багато порожистих ділянок, є невеликі водоспади. Похил річки 42 м/км. Береги на окремих ділянках укріплені.

## Розташування
Бере початок на південних схилах гори Менчул (Полонинський хребет), на північ від села Велика Уголька. Тече переважно на південь, лише в нижній течії робить два повороти майже під прямим кутом — спочатку на захід, потім на південь. Впадає до Тереблі між селами Угля і Теребля.

## Основні притоки
- Ліві: Рункульський, Дальний.
- Праві: Мала Уголька, Одарів.

## Населені пункти
Річка протікає через села: Велика Уголька та Угля.

## Цікаві факти
Верхів'я Великої Угольки розташовані у межах Угольсько-Широколужанського заповідного масиву, що позитивно впливає на її екологічний стан. Про це свідчить також той факт, що у річці водяться чутливі до забруднення риби — форель і мінога угорська.